# Una (Bahia)
Una is een gemeente in de Braziliaanse deelstaat Bahia. De gemeente telt 24.650 inwoners (schatting 2009).